# Línea 266 (Buenos Aires)
La línea 266 de colectivos es una línea adjudicada a la empresa Expreso Villa Galicia San José S.A. Funciona desde 1927.
Cubre un recorrido que une la Estación Lomas de Zamora, en el partido homónimo, con distintos puntos del sur del conurbano bonaerense.

## Administración
La empresa Expreso Villa Galicia San José está ubicada en la ciudad de Lomas de Zamora y opera también las líneas 239, 263, 293, 436, 510 y 564.

## Unidades
Las unidades están pintadas de color azul en la parte superior, de amarillo en el medio, y de color bordó en la parte inferior. La insignia "EVG" está ubicada arriba en la parte frontal, y en el medio en los laterales.

## Ramales
A continuación se muestran los ramales de esta línea. Para los ramales 3 y 9 véase el recorrido de la Línea 564

### Cementerio de Avellaneda (Ramal 1)
Por Estación Bernal y Don Bosco
- Lomas de Zamora: Desde Av. Alsina (RP 210) y Balcarce, por ésta, Lourdes Chiclana, Bernardo de Irigoyen, Juncal, Bombero Ariño, Av. Eva Perón (RP 49) - Quilmes-  Av. Tomás Flores, Camino General Belgrano, Zapiola, Av. Dardo Rocha, Av. Lamadrid, Belgrano, Zapiola, Av. San Martín, Cerrito, Belgrano, Formosa, Maipú, Av. San Martín. - Avellaneda- Avenida Ramón Franco, Av. Bartolomé Mitre, Armenia, Mariano Moreno, Dr. Casazza, Int. Alberto Barceló, Av. Crisólogo Larralde.

### Desdoblamiento del Ramal 1 Por Mosconi
Desde Av. Alsina y Balcarce, siguiendo el mismo recorrido hacia Villa Alcira hasta Zapiola, continuando por Calle 164 y Av. Gral. Mosconi hasta Av. Carlos Pellegrini.

### Estación Rafael Calzada (Ramal 2)
- Lomas de Zamora: Desde Av. Alsina y Balcarce, por ésta, Cerrito, Bv. Armesti, Dr. Carlos Collivadino, Av. Eva Perón, De los Eucaliptus, Hospital
- de Garay. - Almirante Brown- Salta, Jorge, Catamarca, Av. San Martín, 20 de Septiembre, Colón, Rafael Calzada, Dardo Rocha, Pi y Margall, Falucho, Leroux.

### Estación Lomas - Burzaco -  Ministro Rivadavia (Ramal 4)
Por Estación Rafael Calzada y Estación Burzaco
- Lomas de Zamora: Desde Av. Alsina (RP 210) y Balcarce, por ésta, Cerrito, Joaquín V. González, Cangallo, Bombero Ariño, Lituania, Juramento, Riglos, Warnes. -  Almirante Brown- Gral. José Arias, Piedrabuena, Av. República Argentina, Jorge, Tucumán, Av. San Martín, 20 de Septiembre, Colón, Rafael Calzada, Pres. Juan Domingo Perón, Av. República Argentina, Joaquín V. González, Justo Germán Bermúdez, Humberto Primo, Carlos Pellegrini, Ricardo Rojas, Av. Tomás Espora, Hugo Del Carril, Olinda Bozán, Pablo Podestá, Av. Tomás Espora, Sarcione, Morganti, 25 de Mayo, Lahille, Juan Vucetich.

### Estación Florencio Varela (Ramal 5)
Por San Francisco Solano - Calle 895 (Dr. Emilio Torre)
- Lomas de Zamora: Desde Av. Alsina y Balcarce, por ésta, Gral. Arenales, Pedernera, Belisario Roldán, Bv. Armesti, Caaguazú, Las Casuarinas, Hungría, Av. Eva Perón - Quilmes - Av. Tomás Flores, Calle 895, Calle 819, Calle 896, Abraham Mendelevich, Calle 897, José Andrés López, Av. Ferrocarril Provincial, Calle 850, Av. Guillermo Hudson, Av. Gdor. Monteverde/República de Francia (RP 4)- Florencio Varela - Av. Gdor. Monteverde/República de Francia (RP 4), Santiago Derqui, Calle 14, Félix de Azara, Diagonal Hernán Cortés, Juan Gregorio de Las Heras, Bernardino Rivadavia, Estados Unidos de América, Estados Unidos del Brasil, Cjal. Baldomero Serrano, Av. Eva Perón (RP 53), Gral. Juan Lavalle, Gral. José María Paz.

### Estación Lomas de Zamora - Donato Álvarez y Bynnon - San Francisco Solano (Ramal 6) (Ex ramal 436 B Azul Línea 278)
Ida: Desde estación Lomas de Zamora por : Av. Alsina - Ayacucho - Cerrito - Zuviría - Juncal - Zuviría - Adolfo González Chávez - Zuviría - Calderón de la Barca - Triunvirato - Achupallas - ALMIRANTE BROWN - Ferré - Frías - Granville - Bynnon - Donato Álvarez - QUILMES - Calle 819 - Dr. Emilio Torre (Calle 895) - San Martin (828) - Calle 897  - Calle 843 - Ferrocarril Provincial hasta Calle 845 donde estaciona. 
Regreso: desde Ferrocarril Provincial y 846 -  QUILMES - por Ferrocarril Provincial - Calle 847 - Calle 897 - Avenida San Martín (828) - Dr. Emilio Torre (895) - Calle 819 - Donato Álvarez - ALMIRANTE BROWN - Rosales - Belgrano - Bynnon - Continuando Por similar recorrido de ida en sentido contrario hasta Bynnon y Chayter - Mitre - Bernardo de Irigoyen - Amenedo - Continuando por Granville - Frías - continuando por ésta hasta Chayter - 30 de Septiembre - LOMAS DE ZAMORA - Calderón de la Barca- Triunvirato- continuando por igual recorrido de ida hasta Cerrito - Gral. Arenales - Dr. Julio Fonrouge hasta Av. Alsina.

### Estación Banfield - Arias Y Bynnon (José Mármol) (Ramal 7/8) (Ex Línea 436)
Desde Estación Banfield por - Ida: Av. Alsina - Av. Almirante Brown - Junín - Emilio Castro - Esmeralda - Rubén Darío - Juncal - Carhué - Revolución de Temperley - El Mirasol - Av. Eva Perón - De los Eucaliptus - ALMIRANTE BROWN - Catamarca - Alvear - Salta - Gral Frías - San Juan - Frías - Av. República Argentina - Amenedo - 20 de Septiembre - Jorge Santiago Bynnon hasta Gral. Arias - Regreso - Desde Bynnon y 25 de Mayo (José Mármol) por igual recorrido de ida en sentido contrario hasta Est. Banfield donde estaciona

### Ramal P Estación Lanús - Estación Banfield (Ex Línea 239)
- Lanús: Desde 29 de Septiembre y Av. 9 de Julio, por ésta, Gaebeler, Ramón Cabrero, Centenario Uruguayo, Av. 9 de Julio, Dirk Kloosterman, Gral. Pinto.- Lomas de Zamora-  Caaguazú, Bv. Armesti, Defensa, Baltasar, Defensa, Las Casuarinas, Hungría, Bv. Armesti, Belisario Roldán, Pedernera, Presidente Derqui, Maipú, Gral. Levalle, Cochabamba, Valentín Vergara hasta Estación Banfield.